# Apocalypse de Douce
L'Apocalypse dite de Douce est un manuscrit de l'Apocalypse de Jean enluminé, datant du troisième quart du XIIIe siècle, conservé à la bibliothèque Bodléienne sous la cote Douce 180. Le manuscrit contient 97 miniatures.

## Historique
Le manuscrit contient dans sa première lettrine historiée deux personnages, un chevalier et une dame agenouillés en prière devant la Trinité et comportant les armes de deux commanditaires du manuscrit : Édouard, prince de Galles et futur Édouard Ier d'Angleterre et sa femme Éléonore de Castille. L'ouvrage a été réalisé par étapes successives, à partir de 1254, date de leur mariage, jusqu'en 1272 et l'accession du prince au trône.
Par la suite, aucun propriétaire n'est identifié avant le XIXe siècle. Il est mis en vente chez Christie's par William Wilson en 1833. Il est acquis la même année par Francis Douce, qui lègue à sa mort en 1834 sa collection à la bibliothèque Bodléienne de l'université d'Oxford.

## Description
Le manuscrit est composé de deux parties. La première (f.1-12) contient le texte, incomplet, de l'apocalypse en ancien français incluant des commentaires anonymes sans miniature et une grande lettrine historiée au début. La seconde (f.13r.-61r.) contient le même texte en latin avec lui aussi des commentaires extraits de ceux attribués traditionnellement à Berengaudus. Cette dernière partie contient 97 miniatures occupant chacune une demi page. Elle reste inachevée, certaines des miniatures étant encore à l'état d'ébauche. Le style des miniatures est directement inspiré de celui en cours à l'époque de saint Louis à Paris. Il pourrait avoir été réalisé dans le même atelier que le manuscrit de l'Apocalypse de la BNF Lat.10474. Il a peut-être été réalisé à l'école du palais de Westminster à Londres,.

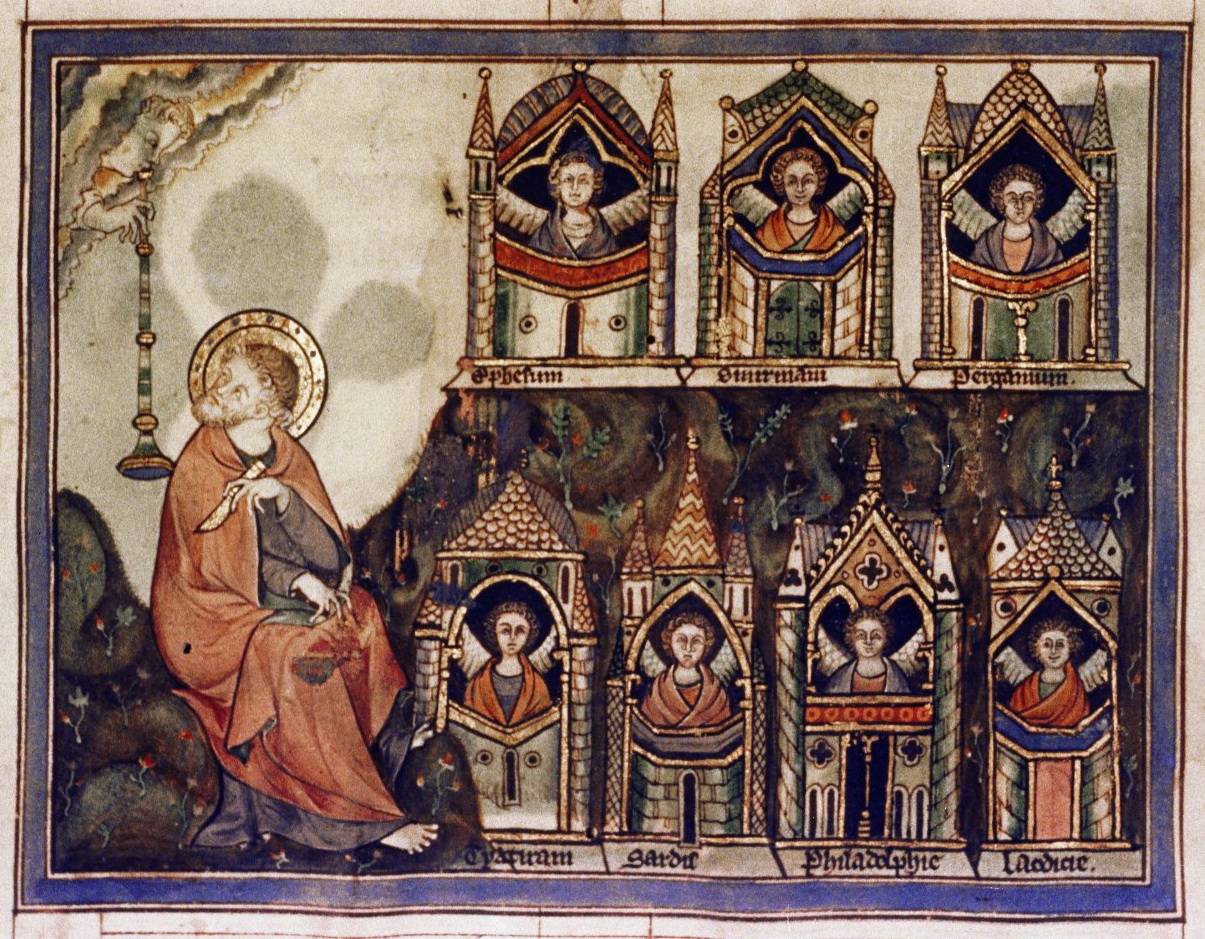
Les sept églises, p. 2
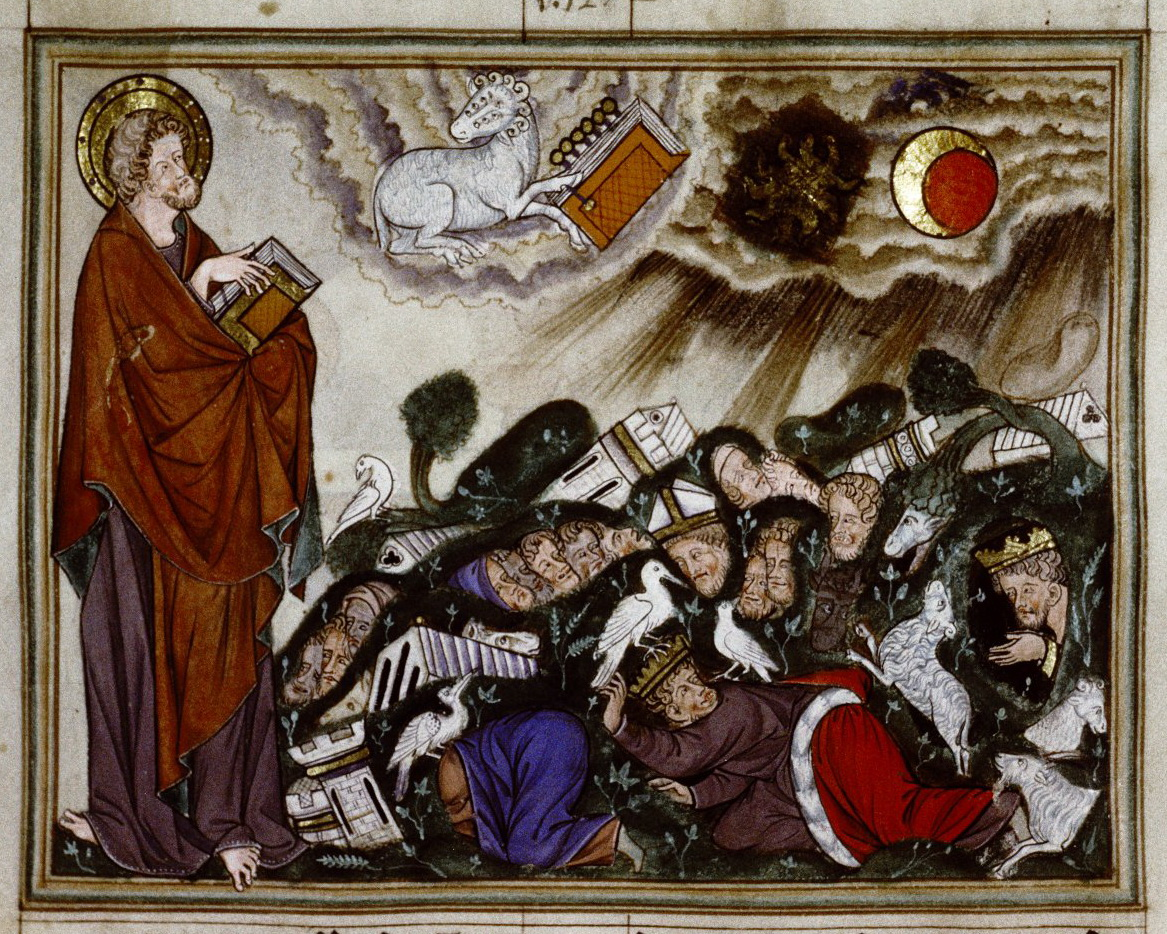
Le sixième sceau : le tremblement de terre, p. 18
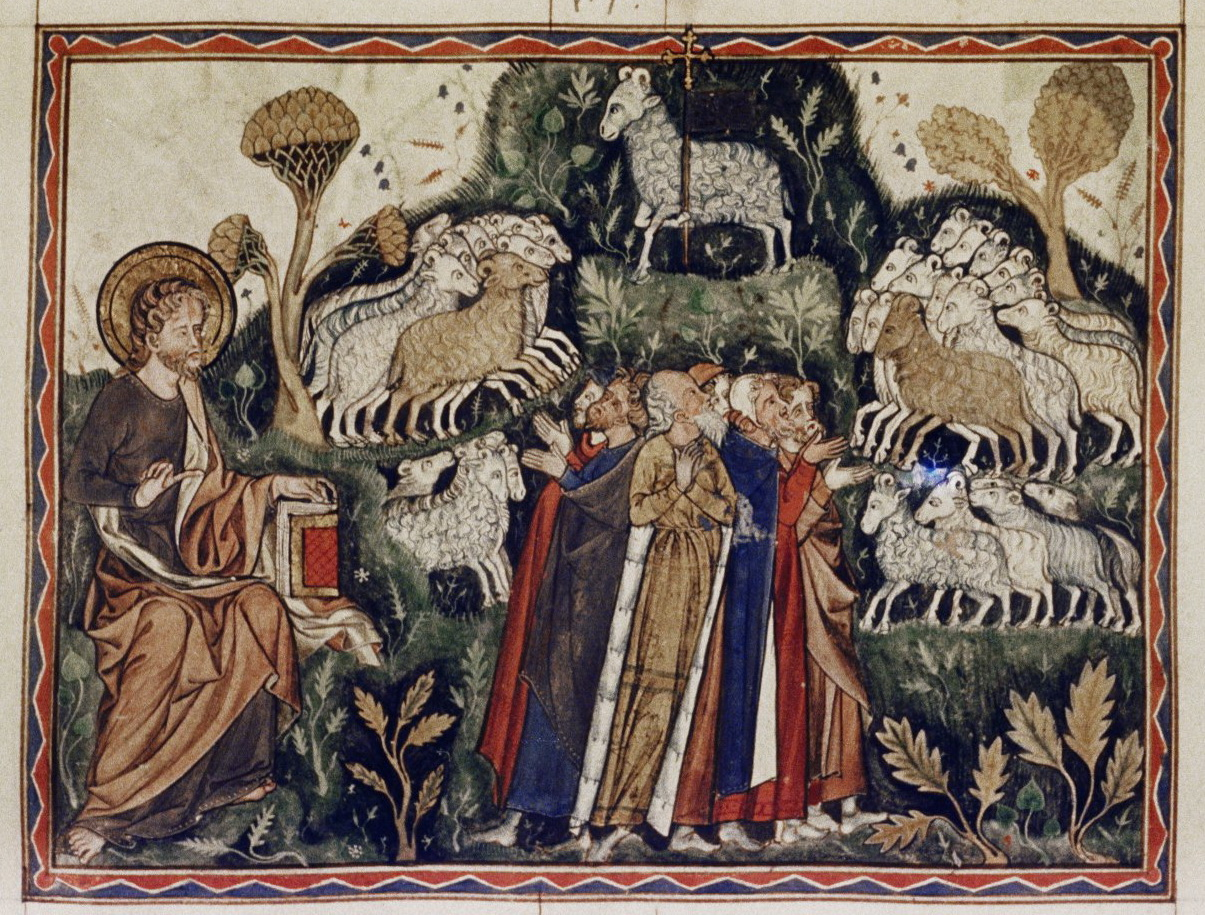
L'adoration de l'agneau sur le Mont Sion, p. 53
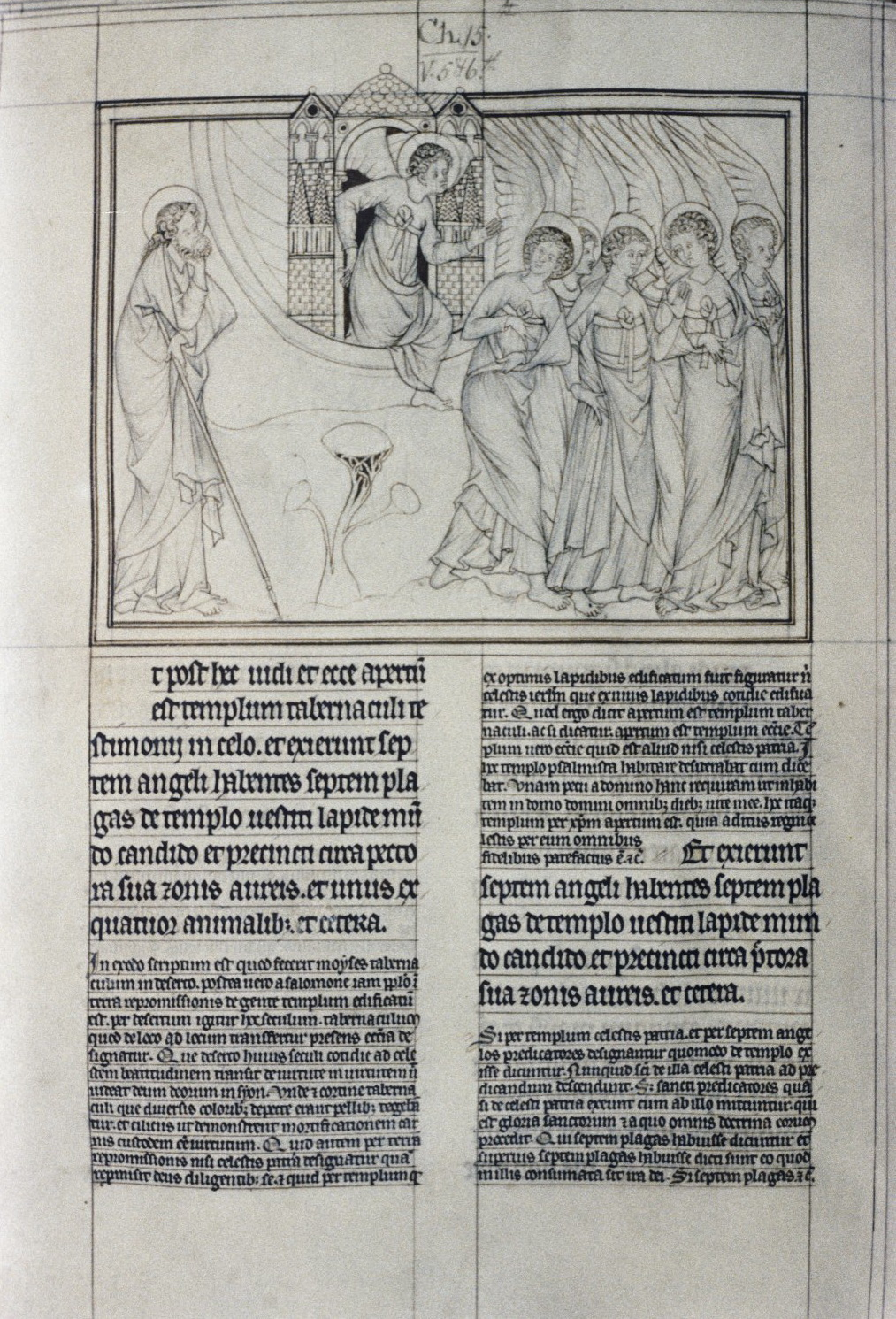
L'ouverture du tabernacle, p. 60